# 仏図関駅
仏図関駅（ぶっとかん-えき）は、中華人民共和国重慶市渝中区に位置する重慶軌道交通2号線の駅である。駅番号は208。

## 駅構造
相対式ホーム2面2線を有する高架駅。
| 2号線ホーム | 相対式ホーム              |
| 2号線ホーム | ←2号線 臨江門・較場口方面 |
| 2号線ホーム | 2号線 動物園・新山村方面→ |
| 2号線ホーム | 相対式ホーム              |

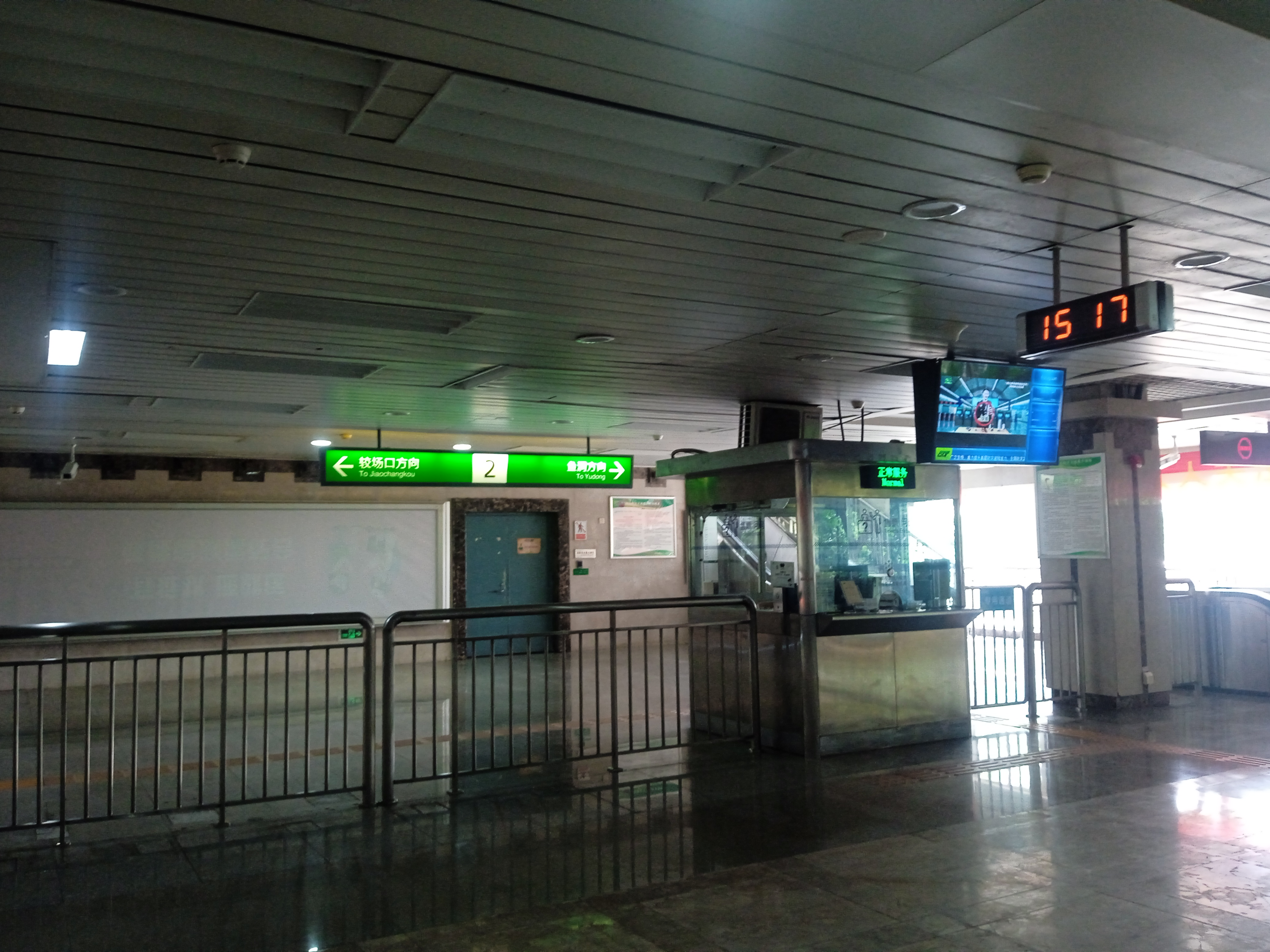
改札口
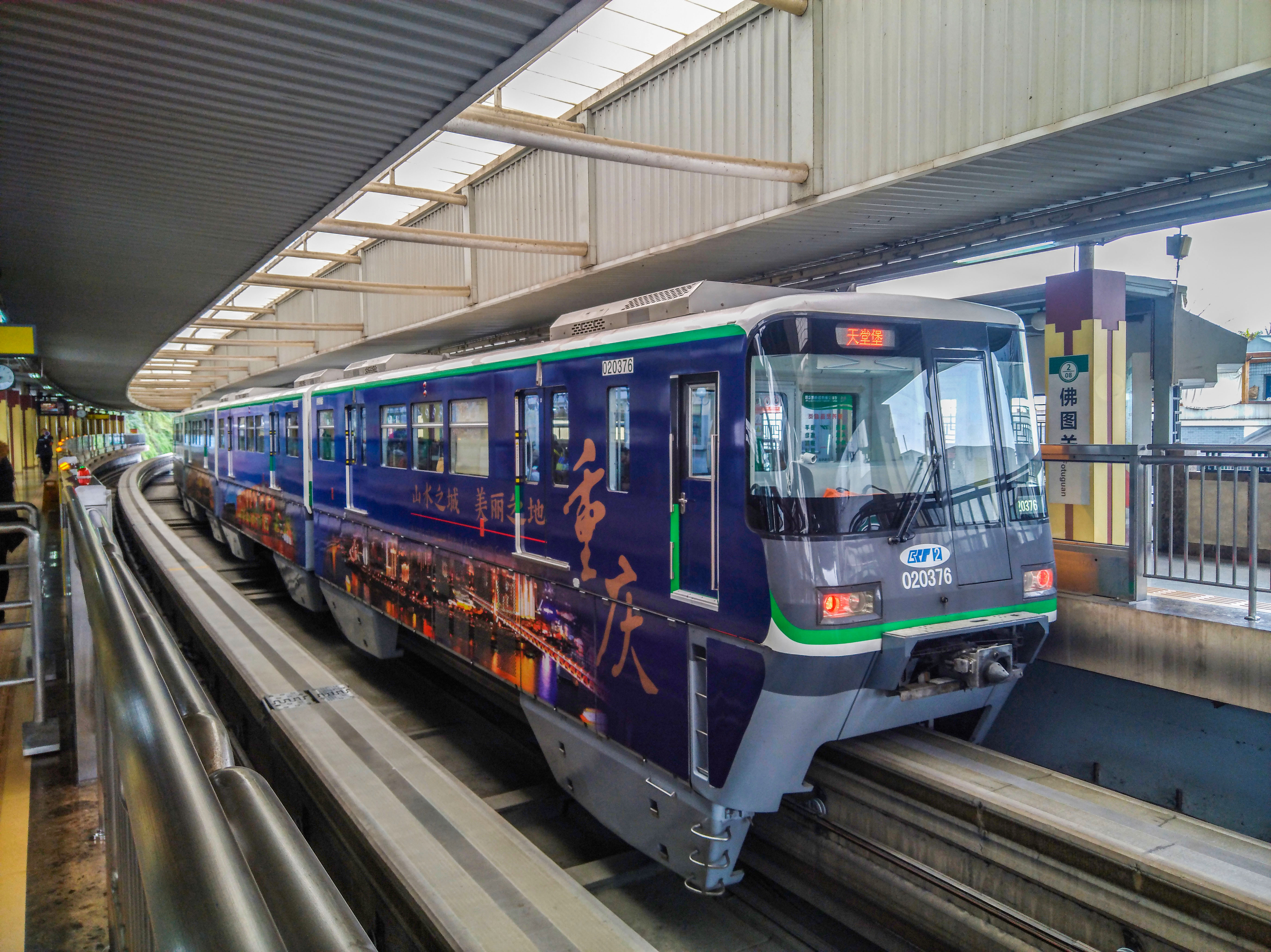
駅に停車中の2号線車両

## 駅周辺
- 仏図関公園
- 渝中区看守所

## 歴史
- 2005年6月18日 - 開業。

## 隣の駅
重慶軌道交通
■2号線
李子垻駅 (207) - 仏図関駅 (208) - 大坪駅 (209)